# ¡Calexico!
¡Calexico! True Lives of the Borderlands là một cuốn sách năm 2011 của Tiến sĩ Triết học Peter Laufer. Cuốn sách bao gồm các cuộc gặp gỡ và trải nghiệm của Laufer trong thời gian lưu trú kéo dài một tuần của ông ở Calexico, California, một thành phố ở biên giới Mexico-California. Ông hỏi người dân ở đó nhiều câu hỏi khác nhau về cuộc sống ở biên giới, chẳng hạn như điều gì thu hút họ đến các thị trấn ở biên giới và liệu "chỉ sử dụng tiếng Anh" có phải là một chính sách thực tế hay không.

## Tổng quát
¡Calexico! bao gồm các sự kiện mà Peter Laufer trải nghiệm trong một tuần ở Calexico, California. Calexico và thành phố chị em liền kề Mexicali là hai thành phố nằm trên biên giới Mexico - California. (Tên cả hai thành phố đều là portmanteaus của Mexico và California). Laufer hỏi họ rằng, nếu "chỉ sử dụng tiếng Anh" là một chính sách thực tế, tại sao một số thị trấn ở biên giới lại phát triển mạnh mẽ trong khi những thị trấn khác lại suy giảm, và ý nghĩa của việc là người Mexico hoặc người Mỹ ở một nơi ở biên giới là gì.